# Gabão nos Jogos Olímpicos de Verão de 1972
O Gabão competiu nos Jogos Olímpicos pela primeira vez nos Jogos Olímpicos de Verão de 1972 em Munique, Alemanha Ocidental, de 26 de agosto a 11 de setembro de 1992. Eles enviaram um atleta, Joseph Mbouroukounda, que competiu no Boxe, na categoria Pena.